# 연희무쌍의 등장인물 목록
다음은 일본의 어덜트 게임 및 애니메이션인 《연희†무쌍 ~두근두근☆소녀 투성이의 삼국지연의~》의 등장인물 목록이다.

## 연희무쌍 PC판 등장인물

### 주인공
혼고 카즈토(北郷 一刀 ほんごう かずと)
성우: 미즈시마 타카히로(드라마 CD)
연희†무쌍(PC) 및 진・연희†무쌍의 주인공. 애니메이션에서는 등장하지 않는다. 성 프란체스카 학원에 다니는 평범한 남학생이다.
연희†무쌍(PC)
진·연희†무쌍(PC)

### 혼고군(촉군)
연희†무쌍(PC)에서는 혼고 카즈토 문단에서 설명했듯이 '촉'에 상당하는 세력이지만, '혼고군'이라고 불리고 있다. 혼고군은 유주를 거점으로 하고 있으며, 이 점에서도 '촉'은 아니지만, 공식사이트나 게임의 취급설명서에는 '촉의 무장'으로 표기되어 있고, 또한 작중 캐릭터의 대사에서도 '촉'이 나오는 등 차이가 발생하고 있다. 진・연희†무쌍(PC)에서는 정식으로 '촉'이므로, 실제 역사에 가까운 상황에 되었다.
관우
성우: 모토야마 미나 / 쿠로카와 나미 / 동일인물
진명: 아이샤(愛紗 あいしゃ)
무기:'청룡언월도'
연희†무쌍(PC)
카즈토가 처음 만난 무장. 카즈토가 삼인조 노상강도에게 습격을 받았을 때 도와준 일을 계기로 알게 되었다.
진·연희†무쌍(PC)
연희†무쌍(애니메이션)
진·연희†무쌍(애니메이션 1기)~진·연희†무쌍 소녀대란(애니메이션 2기)
장비
성우: 세리조노 미야 / 니시자와 히로카 / 동일인물
진명: 린린(鈴々 りんりん)
무기: 사모(蛇矛)  

연희†무쌍(PC)
진·연희†무쌍(PC)
진·연희†무쌍(애니메이션 1기)~진·연희†무쌍 소녀대란(애니메이션 2기)
제갈량
성우: 쿠스노키 스즈네 / 나루미 애리카 / 동일인물
진명: 슈리(朱里 しゅり)
무기: 없음
연희†무쌍(PC)
이야기 초반부터 혼고군에 참가한 천재 군사(軍師).
진·연희†무쌍(PC)
연희†무쌍(애니메이션)
진·연희†무쌍(애니메이션 1기)~진·연희†무쌍 소녀대란(애니메이션 2기)
조운
성우: 노가미 나나 / 모토이 에미 / 동일 인물
진명: 세이(星 せい)
무기: 직도창 '용의 이빨'
연희†무쌍(PC)
아이샤, 린린에 필적하는 용장으로서, 타국에서도 '신창(神槍)'이라 칭송받을 정도 섹스...
진·연희†무쌍(PC)
연희†무쌍(애니메이션)
진·연희†무쌍(애니메이션 1기)~진·연희†무쌍 소녀대란(애니메이션 2기)